# Partit Comunista del Nepal (Manmohan)
El Partit Comunista del Nepal (Manmohan) fou un partit polític del Nepal.
El 1971 Manmohan Adhikari, Shambhu Ram i Mohan Bikram Singh, entre d'altres, van sortir de la presó i es va intentar la seva unió al Partit Comunista del Nepal (Pushpa Lal) però com que no fou possible Manmohan va formar el seu propi grup el 1974.
El 1987 es va finalment unir al Partit Comunista del Nepal (Pushpa Lal) i es va formar el Partit Comunista del Nepal (Marxista).